# Emergência de Adem
A Emergência de Adem, (pronúncia em português: [ˈadɐ̃j] ou [ˈadẽj]), Áden, (pronúncia em português: [ˈadɛn]) ou Adém (pronúncia em português: [aˈdɐ̃j] ou aˈdẽj) — árabe: عدن ; AFI: [/ˈʕɑdæn/]) foi uma insurgência contra as forças da coroa britânica nos territórios controlados pelos britânicos no sul da Arábia, que atualmente fazem parte do Iêmen. Em parte inspirado pelo nacionalismo pan-árabe de Gamal Abdel Nasser, começou em 10 de dezembro de 1963 com o lançamento de uma granada em uma reunião de oficiais britânicos no Aeroporto de Aden. Um estado de emergência foi declarado em seguida, a colônia da coroa britânica de Adem e sua hinterlândia, o Protetorado de Adem. A emergência aumentou em 1967 e acelerou o fim do domínio britânico no território que havia começado em 1839. Em 30 de novembro de 1967, as forças britânicas se retiraram e a independente República Popular do Iêmen do Sul foi proclamada.

## Ligações Externas
- Emergency in Aden: An Analysis of the British Withdrawal from South Arabia
- www.britains-smallwars.com - "The Barren Rocks of Aden"
- Argylls in Aden  http://www.argylls1945to1971.co.uk/A_and_SH_Aden1967.htm
- Foreign Office documents concerning Aden, Yemen and the Aden emergency of 1963-1967 [ligação inativa]